# Chiesa di Santa Maria Nascente (Artegna)
La chiesa di Santa Maria Nascente è la parrocchiale di Artegna, in provincia ed arcidiocesi di Udine; fa parte della forania della Pedemontana.

## Storia
La prima chiesa di Artegna dedicata a Santa Maria Nascente venne costruita verso la fine del XIII secolo e consacrata nel 1302. Nel XV secolo venne ampliata ed abbellita e divenne parrocchiale.
La nuova parrocchiale venne edificata tra il 1824 ed il 1829 su progetto di Pietro Schiavi. Benedetta nel 1830, fu consacrata nel 1854. Tra il 1888 ed il 1892 vennero affrescate da Leonardo Rigo le pareti del presbiterio. L'edificio fu poi ristrutturato dopo il terremoto del Friuli del 1976 e nel 2010.

## Descrizione

### Interno
Opere di pregio custodito nella chiesa sono gli affreschi del soffitto, dipinti nel 1835 da Sebastiano Santi e raffiguranti la Nascita di Maria, l'Incoronazione della Vergine e figure di Santi, un dipinto ottocentesco il cui soggetto è San Domenico, opera di Luigi Pleti Sopra, ed un grande Crocifisso in legno, risalente al XVII secolo e posto sopra l'omonimo altare.